# Антоніо Понс
Антоніо Понс Кампусано (10 листопада 1897 — 12 січня 1980) — еквадорський політик, тимчасовий президент країни у серпні-вересні 1935 року.